# Maria Radomska
Maria Radomska (ur. 19 sierpnia 1927 w Nisku, zm. 8 kwietnia 2018 we Wrocławiu) – polska profesor agrotechnik.

## Młodość

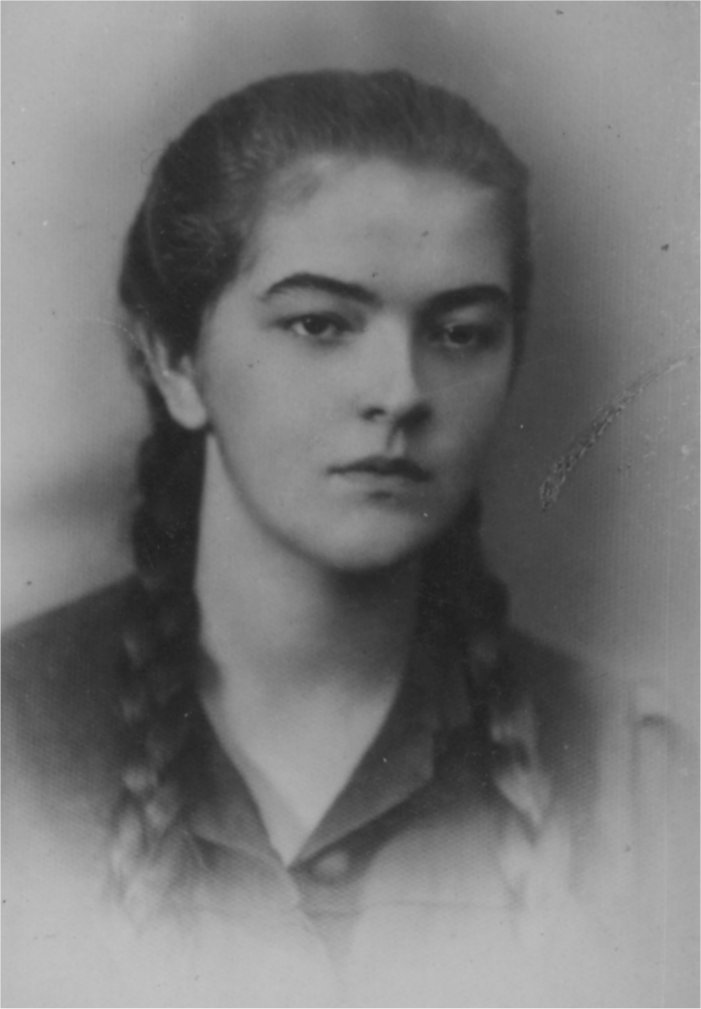
Maria Radomska 1944

Córka Jana Radomskiego. Uczęszczała do Szkoły Powszechnej w Brześciu n/Bugiem, Ostrołęce i od 1939 w Warszawie, gdzie ukończyła w 1944 czwartą klasę Gimnazjum i Liceum im. A. Piłsudskiej działającego jako 3-letnia szkoła ogrodnicza i roczny kurs dziewiarski. Od 1941 w ZHP – Szare Szeregi, od 1944 w Armii Krajowej – sanitariuszka w powstaniu warszawskim, jeniec wojenny w Stalagach XI A i VI C – Karnym Obozie Jenieckim Kobiet-Żołnierzy AK w Oberlangen. Po wyzwoleniu przez 1 Dywizję Pancerną wstąpiła do 2 Korpusu Polskich Sił Zbrojnych na Zachodzie. Kontynuowała tam naukę w Gimnazjum i Liceum dla Ochotniczek Pomocniczej Służby Kobiet (I kl. liceum w Porto San Giorgio – Włochy, II kl. w Foxley n. Hereford w Anglii. Po maturze pracowała w Pay Office 2. Korpusu w Witley n. Guildford. Studia na Wydziale Rolniczym Uniwersytetu i Politechniki we Wrocławiu (1947–51) ukończyła z tytułem magistra inżyniera nauk agrotechnicznych.

## Działalność naukowa
Pracę nauczyciela akademickiego podjęła w 1949 na III roku studiów w Katedrze Ogólnej Uprawy Roli i Roślin Akademii Rolniczej we Wrocławiu i kontynuowała ją do 1980 od zastępcy asystenta do docenta. Stopień doktora nauk rolno-leśnych uzyskała na podstawie dysertacji Wpływ głębokości i sposobu wykonania orki przedzimowej na niektóre właściwości gleby i plony roślin w płodozmianie (1960), a doktora habilitowanego w zakresie uprawy roli i roślin na podstawie pracy Ocena przydatności rolniczej nowej polskiej maszyny uprawowej – pługofrezarki (1971) pod kierunkiem prof. dr hab. Bolesława Świętochowskiego. Po opóźnionym decyzją Komitetu Wojewódzkiego PZPR do 1979 awansie na docenta, przeniosła się w 1980 z renomowanej wrocławskiej uczelni do Zamiejscowego Wydziału Ekonomiki Produkcji i Obrotu Rolnego krakowskiej AR w Rzeszowie. Była tam kolejno zastępcą dyrektora (1980–81) i dyrektorem Instytutu Technologii Produkcji Rolniczej (1982–84), kierownikiem Zespołu Ogólnej Uprawy Roli i Roślin (1985–87) i Katedry Technologii Produkcji Rolniczej (1987–97) oraz dziekanem Wydziału Ekonomiki Produkcji Rolniczej (1991–93).
Promowała 5 doktorów, w tym 2 (1978) jeszcze jako adiunkt oraz 3 (1980–82) jako docent. Uchwałą Rady Państwa z 11 lipca 1985 otrzymała tytuł profesora nadzwyczajnego, ceremonia wręczenia odbyła się 4 października 1985 w Belwederze. Recenzowała 7 prac doktorskich i 2 habilitacyjne. Promotor 61 prac magisterskich.
Na uczelni wrocławskiej przedstawiciel asystentów w Senacie przez trzy kadencje oraz przez jedną – adiunktów w Radzie Wydziału Rolniczego; w latach 1982–97 członek Senatu AR w Krakowie. Była członkiem Rady Naukowo-Technicznej przy Ministrze Rolnictwa (1963–66), Zespołu ds. Agrolotnictwa Komitetu Techniki Rolniczej PAN (1979–86), Komitetu Uprawy Roślin PAN (1984–89), Polskiego Towarzystwa Gleboznawczego (1957–84), Wrocławskiego Towarzystwa Naukowego (1975–97), International Soil Tillage Research Organization (1976–97). Inicjator sekcji Polskiej ISTRO. Przewodnicząca Oddziału Polskiego Towarzystwa Nauk Agrotechnicznych w Rzeszowie (1985–2003), Komisji Rewizyjnej (1988–93) i Sądu Koleżeńskiego (1994–2003) w Zarządzie Głównym PTNA oraz Okręgowego Komitetu Olimpiady Biologicznej w Rzeszowie (1989–2003). Członek Komisji Historycznej Zarządu Okręgowego ZBoWiD we Wrocławiu (1972–80). Należy do Stowarzyszenia Środowiska Żołnierzy AK Żywiciel od 1984, Światowego Związku Żołnierzy Armii Krajowej Okręgu Warszawskiego od 1990 oraz Polskiego Związku b. Więźniów Politycznych Hitlerowskich Więzień i Obozów Koncentracyjnych od 1994. W 1995 w 50. rocznicę wyzwolenia Karnego Obozu Kobiet-Żołnierzy AK awansowała na podporucznika Wojska Polskiego rozkazem Prezydenta oraz otrzymała odznakę „Weteran Walk o Wolność i Niepodległość Ojczyzny”, nadaną przez Premiera.
Od 2001 uczestnik cyklicznych konferencji Nauka i oświata polska na Zachodzie w czasie II wojny światowej i od 2003 członek Rady Honorowej Budowy Muzeum Powstania Warszawskiego.

## Wkład do nauki polskiej
- Organizator ogólnopolskiej (1997) i międzynarodowej (2000) konferencji PTNA.
- Redaktor Zeszytów Naukowych AR we Wrocławiu nr 130 (1982), Zesz. PTNA Oddz. w Rzeszowie (1970), Bibliotheca Fragmenta Agronomica 3’/97.
- Współredaktor Zeszytów Problemowych Postępów Nauk Rolniczych nr 40-b i 100 (1963, 1970), Poradnika Agronoma (1966), Tagungsberichte Nr 107 DAL Berlin (1970) oraz monografii Nasza Niezwykła Szkoła, Porto San Giorgio – Foxley, 1945–1947. Wyd. Koło Absolwentek, Londyn 1985[3].
- Współautor 5 pionierskich skryptów z ogólnej uprawy roli i roślin dla Studiów zaocznych (1954–56) i podręczników – Uprawa roślin (1955), Ogólna uprawa roli i roślin (1980, 1982, 1993, 1996).
- Autor biografii Profesor Bolesław Świętochowski Wybitny Polski Uczony XX wieku. PTA, Fragmenta Agronomica 3/2005.
- Autor 148 publikacji (w tym 86 oryginalnych) z zakresu ogólnej uprawy, oceny maszyn uprawowych i uprawowo-siewnych, rekultywacji zwałowisk kopalń węgla brunatnego, agrolotnictwa, eksploatacji sprzętu rolniczego w terenach górskich i ekonomiki produkcji roślinnej.
- Autor 12 artykułów i referatów uzupełniających białe plamy historii – o szkołach zorganizowanych przez gen. Władysława Andersa, o harcerkach na uchodźstwie, zesłaniu, w obozach koncentracyjnych i jenieckich, o wybitnych pedagogach i ostatnim prezydencie RP na obczyźnie.

## Wybrana bibliografia
1. Golonka Z., Świętochowski B., Goos A., Radomska M. Uprawa roślin. Wyd. II, PWRiL Warszawa 1954, ss. 468.
2. Jabłoński B., Radomska M. Ogólna uprawa roli i roślin. SGGW w Warszawie. Rolnicze Studium Zaoczne. Cz. IV, V i VI. Warszawa 1954, ss. 258.
3. Jabłoński B., Radomska M. Ogólna uprawa roli i roślin. SGGW w Warszawie. Oddział Dokumentacji Metodycznej i Dydaktycznej Studiów Zaocznych. Cz. II, Wyd. 2, Warszawa 1954. ss. 260.
4. Jabłoński B., Radomska M. Ogólna uprawa roli i roślin. Dla Wydziału Zootechnicznego. SGGW w Warszawie. Oddział Dokumentacji Metodycznej i Dydaktycznej Studiów Zaocznych. Warszawa 1965, ss. 360.
5. Jabłoński B., Radomska M. Przewodnik metodyczny i uzupełnienia do podręcznika Bolesława Świętochowskiego „Ogólna uprawa roślin”. SGGW w Warszawie, Oddział Dokumentacji Metodycznej i Dydaktycznej Studiów Zaocznych. Cz. I. 1955, Cz. II. 1956., ss. 215.
6. Radomska M. Podstawy produkcji roślinnej. Materiały uzupełniające dla studentów I roku Oddziału Mechanizacji Rolnictwa. Cz. I, Akademia Rolnicza we Wrocławiu, Wrocław 1978, ss. 66.
7. Świętochowski B., Jabłoński B., Krężel R, Radomska M. Ogólna uprawa roli i roślin. Pod red. B. Świętochowskiego. PWRiL, Wyd. 2, 3, 4. Warszawa 1980, ss. 496.

## Odznaczenia
- Medal Wojska – Polska Swemu Obrońcy
- Warszawski Krzyż Powstańczy
- Krzyż Kawalerski Orderu Odrodzenia Polski
- Medal Komisji Edukacji Narodowej
- Medal „Pro Memoria”
- Odznaka „Weteran Walk o Wolność i Niepodległość Ojczyzny”
- Krzyż Oficerski Orderu Odrodzenia Polski